# Festival de Cine LGBTIQ - Asturias
El Festival de Cine LGBTI de Asturias (antes Festival de cine LGTBIQ) se creó como un impulso por parte del Centro Cultural Internacional Oscar Niemeyer para continuar reforzando en dicha región la visibilidad del colectivo de lesbianas, gais, bisexuales, transexuales, intersexuales y queer.

## Orígenes
El primer festival de cine LGBT de Asturias surgió entre Gijón y Oviedo en 2006 con la creación del Festival de Cine Gai y Lésbicu d'Asturies - CINEGAILESAST, cuando el escritor, profesor y director de cine Xaviel Vilareyo comienza la andadura del mismo junto a la asociación El Garrapiellu. Entre los años 2006 y 2014 se celebran seis exitosas ediciones de un festival internacional que reúne cine y charlas sobre la temática LGBT en las instalaciones del Centro Cultural Antiguo Instituto en Gijón. 
Desde la primera edición el CinegailesAst se convirtió en un festival de influencia internacional, estrenando en Asturias proyecciones de otras partes del mundo y llegando a entregar premios honoríficos a personalidades del mundo del cine relacionadas con el mundo LGBT como Ang Lee, Stephen Frears, Bill Condon, Gus Van Sant, Stanley Kwan y Ellen DeGeneres en su sexta y última edición en 2014.
Pero el fallecimiento de su director y principal artífice en el año 2015 deja a Asturias huérfana del festival, que se queda parado.

## En el Centro Niemeyer

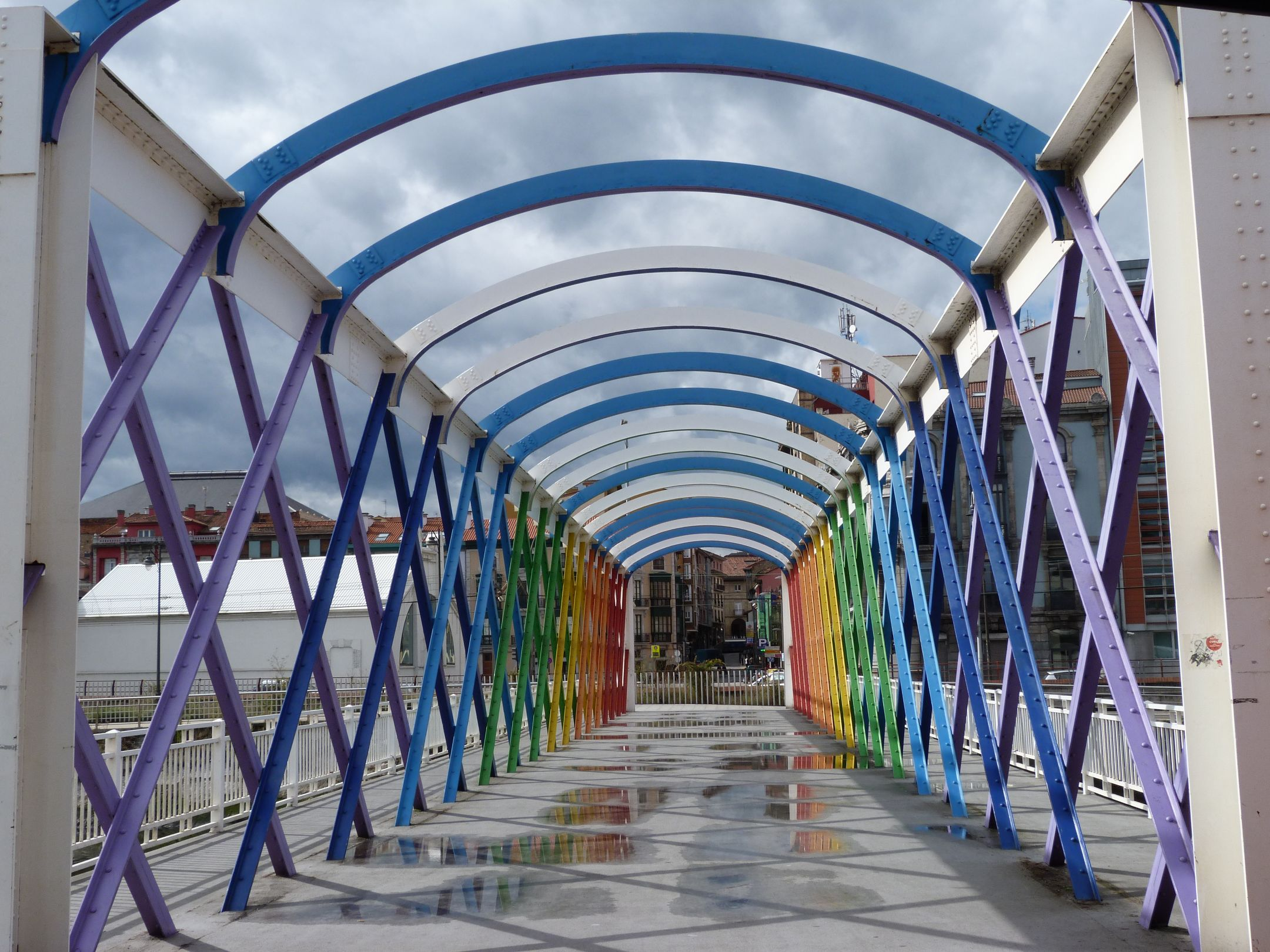
Puente de San Sebastián que cruza la ría de Avilés

Tras un período de silencio en Asturias, el Centro Cultural Internacional Oscar Niemeyer da formato y presenta en Avilés en 2016 lo que hoy se conoce como el Festival de Cine LGBTIQ, un festival que recoge el testigo de la temática LGBT en Asturias, bajo la dirección de Borja Ibaeseta. 
En ese momento la institución cultural recibe el premio 'Triángulo Rosa 2016'  de la asociación asturiana de gais y lesbianas 'Xega', un galardón que destaca la acción positiva de la institución asturiana a favor del colectivo LGTB (lesbianas, gais, transexuales y bisexuales).
El festival crece con cada edición abriéndose a proyecciones en otras partes de la región, incluyendo la música y a la palabra ya desde su segunda edición, que vuelve a contar con grandes personalidades del mundo de la cultura como el escritor Boris Izaguirre.
La tercera edición aumenta incluyendo exposiciones, teatro, encuentro con el escritor Luis Antonio de Villena, mesas redondas, etc. . Entre las colaboraciones de la tercera edición estacó la institución artística Tate de Londres (Reino Unido) Esta edición ratificó a Asturias como una región tolerante y abierta al respeto del colectivo LGBT.
Siguiendo con la actividad de ediciones anteriores, la cuarta, celebrada en 2019, contó las exposiciones Identidad e intimidad de Germán Gómez y Por amor al arte de Roberto Carrillo, además de la habitual sección de largometrajes. El festival contó con el jurado formado por Pablo de María, Paco Tomás y Marta Armengou. Las proyecciones se realizaron en Avilés, Castrillón, Gijón y Oviedo
En 2020, dada la situación global de pandemia de coronavirus y la nueva normalidad que llega tras la desescalada de las medidas de seguridad, el V Festival se celebra en versión en línea en colaboración con Filmin.
La sexta edición contó con alta presencia internacional Las proyecciones cinematográficas combinaron presencialidad con plataformas digitales El festival contó con otras manifestaciones artísticas como teatro y diseño.